# Klassezämekunft
Klassezämekunft (hdt.: Klassentreffen) ist ein Schweizer Spielfilm der Condor Films AG aus dem Jahre 1988. Die Dreharbeiten fanden im Wesentlichen auf Schloss Teufen im Kanton Zürich statt. Verleihtitel im englischen Sprachraum ist Broken Silence.

## Handlung
Fünfzig Jahre nach ihrem Schulabschluss in den 1930ern lädt Senta von Meissen acht frühere Schulfreunde zu einer Klassenzusammenkunft auf ihr Schloss ein. Die alten Kameraden erinnern sich an einen Unfall, der sich auf der damaligen Maturareise ereignete: Teddy, einer der Mitschüler und damaliger Freund der Gastgeberin, stürzte in den Rheinfall. In diese Geschichte waren alle Gäste verstrickt und dabei gefilmt worden. Während des Abends nehmen Senta und ihre Tochter Agnes, die incognito vorgeblich zur Bedienung der Gäste angestellt worden ist, an sämtlichen damals beteiligten Schülern Rache.

## Kritik
Allgemein fiel die Kritik mittelmässig aus, oft wurde aber das Zehn-kleine-Negerlein-System gelobt. Das Lexikon des internationalen Films spricht von einer „anspruchslos-banale(n) Kriminalgeschichte nach dem Prinzip der Zehn kleinen Negerlein.“